# Obrněný transportér vz. 97
Obrněný transportér vz. 97 byl japonský transportér k přepravě pěchoty. Jednalo se vlastně o tank vz. 97 s odstraněnou věží. Japonské obrněné transportéry se většinou nedaly nasadit v džungli, a proto byly především používány v otevřeném terénu Mandžuska.